# Éthique normative
L'éthique normative est, en philosophie, la branche de l'éthique qui forme des théories permettant d'évaluer moralement les personnes et leurs actions selon des critères de justice et de bien. Le débat central de l'éthique normative est celui qui oppose l'éthique de la vertu, faisant porter l'évaluation morale sur les personnes, le déontologisme, faisant porter l'évaluation morale sur les actions selon leur respect de normes impératives, et le conséquentialisme, faisant porter l'évaluation morale sur les actions selon qu'elles contribuent ou non à améliorer l'état du monde.
L'éthique normative peut être distinguée de :
- L'éthique descriptive qui étudie les croyances morales des personnes, sans les évaluer.
- L'éthique appliquée, qui comme son nom l'indique applique les normes de l'éthique normative à des contextes pratiques.
- la méta-éthique qui étudie les fondements conceptuels, épistémologiques et ontologiques de l'éthique normative

## Théories de l'éthique normative
1. L'éthique de la vertu (inspirée notamment d'Aristote) incite les personnes à mener une vie bonne en cultivant leurs qualités morales ou vertus (prudence, courage, sympathie, etc.) 
2. Le déontologisme évalue une action en fonction de sa conformité avec le devoir de l'agent ;
A. Des philosophes tels que John Locke, Voltaire ou Montesquieu, pensent que les hommes ont des droits et des devoirs absolus peuvent inspirer les déontologues.
B. L'impératif catégorique de Kant qui voit l'origine de la moralité dans la capacité du raisonnement humain de créer certaines lois morales inviolables.
C. Le contractualisme de John Rawls soutient que les actes moraux sont ceux sur lesquels nous sommes tous d'accord à la condition que nous ne soyons pas partiaux.
3. Le conséquentialisme soutient au contraire que la moralité d'une action est uniquement liée au résultat de l'action. Parmi les théories conséquentialistes, on peut citer notamment :
A. l'utilitarisme qui soutient qu'une action est juste si elle augmente le bien-être général.